# Picnic Bay
Picnic Bay – miasto w Australii, w stanie Queensland, nad Oceanem Spokojnym.